# КФУМ-Камератене
КФУМ-Камератене (на норвежки: KFUM-Kameratene Oslo), или просто КФУМ, е норвежки футболен клуб, базиран в град Осло. Играе мачовете си на стадион „КФУМ Арена“ с капацитет 3300 зрители, намиращ се в квартал Екеберг.

## Успехи
- Типелиген: (Висша лига)
  - 8-о място (1): 2024
- Купа на Норвегия:
  - 1/2 финалист (1): 2024
- Втора дивизия: (Трето ниво)
  -  Шампион (2): 2008, 2015 (група 1)